# Nové Město nad Metují
Nové Město nad Metují (německy Neustadt an der Mettau, polsky Nowe Miasto nad Metują) je město v okrese Náchod, v Královéhradeckém kraji v turistickém regionu Kladské pomezí na východě Čech. Bylo založeno v roce 1501 Janem Černčickým z Černčic a Kácova. Centrum města leží na vysokém ostrohu obtékaném ze tří stran řekou Metují a je městskou památkovou rezervací. Žije zde přibližně 9 300 obyvatel.
Ke katastru obce náležejí ještě místní části Krčín, Spy a Vrchoviny. V okolí je k pojmenování města používán slangový výraz Nováč. Pro novou zástavbu řadovek a rodinných domků směrem k obci Přibyslav se používá pomístní jméno Na Františku, pro bytovou zástavbu mezi ZŠ Malecí a hlavní silnicí pomístní označení Malecí. Zámek v majetku Bartoňů z Dobenína ozvláštňuje tvář města a je místem konání mnoha kulturních akcí.

## Historie

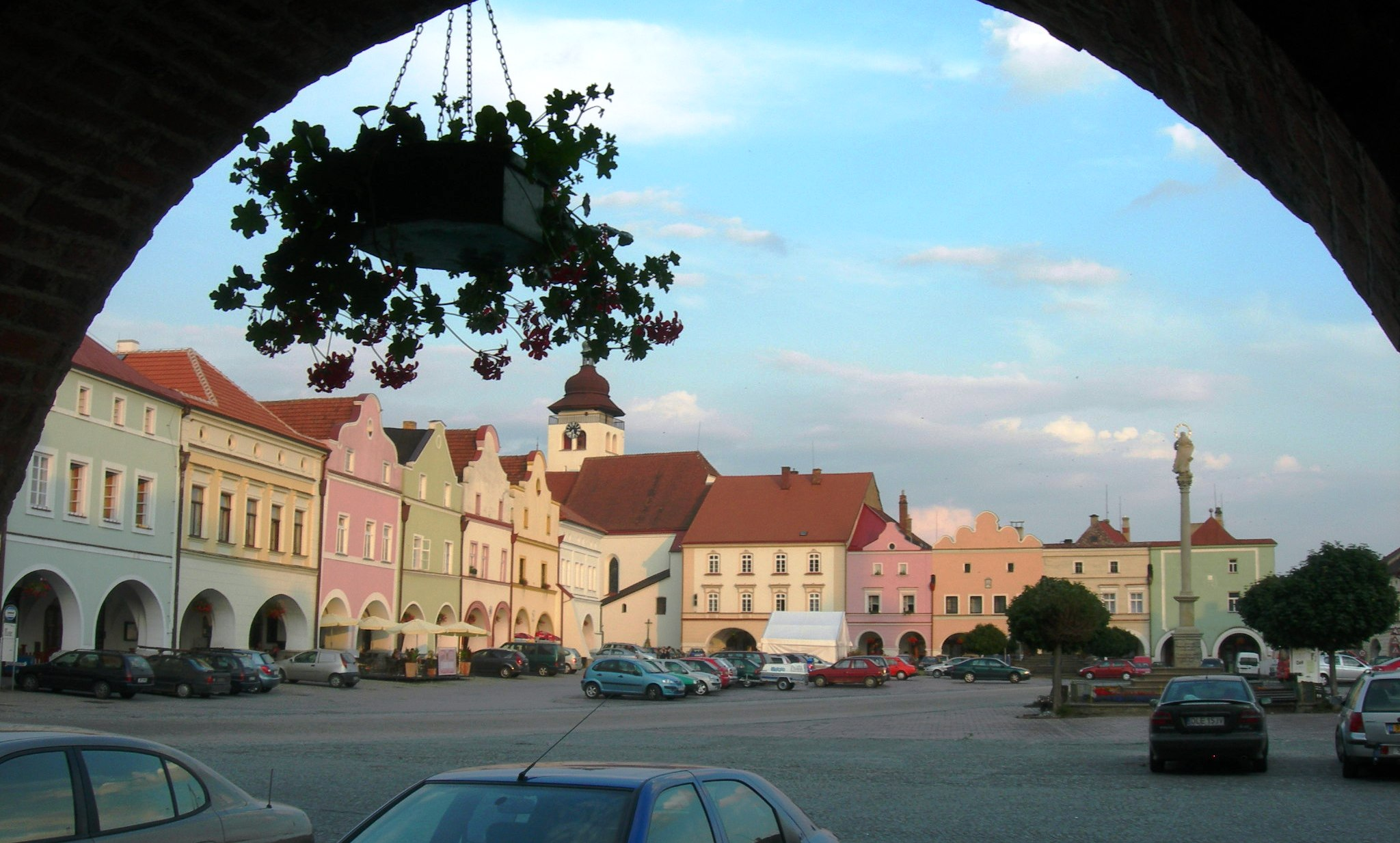
Nové Město, náměstí k východu

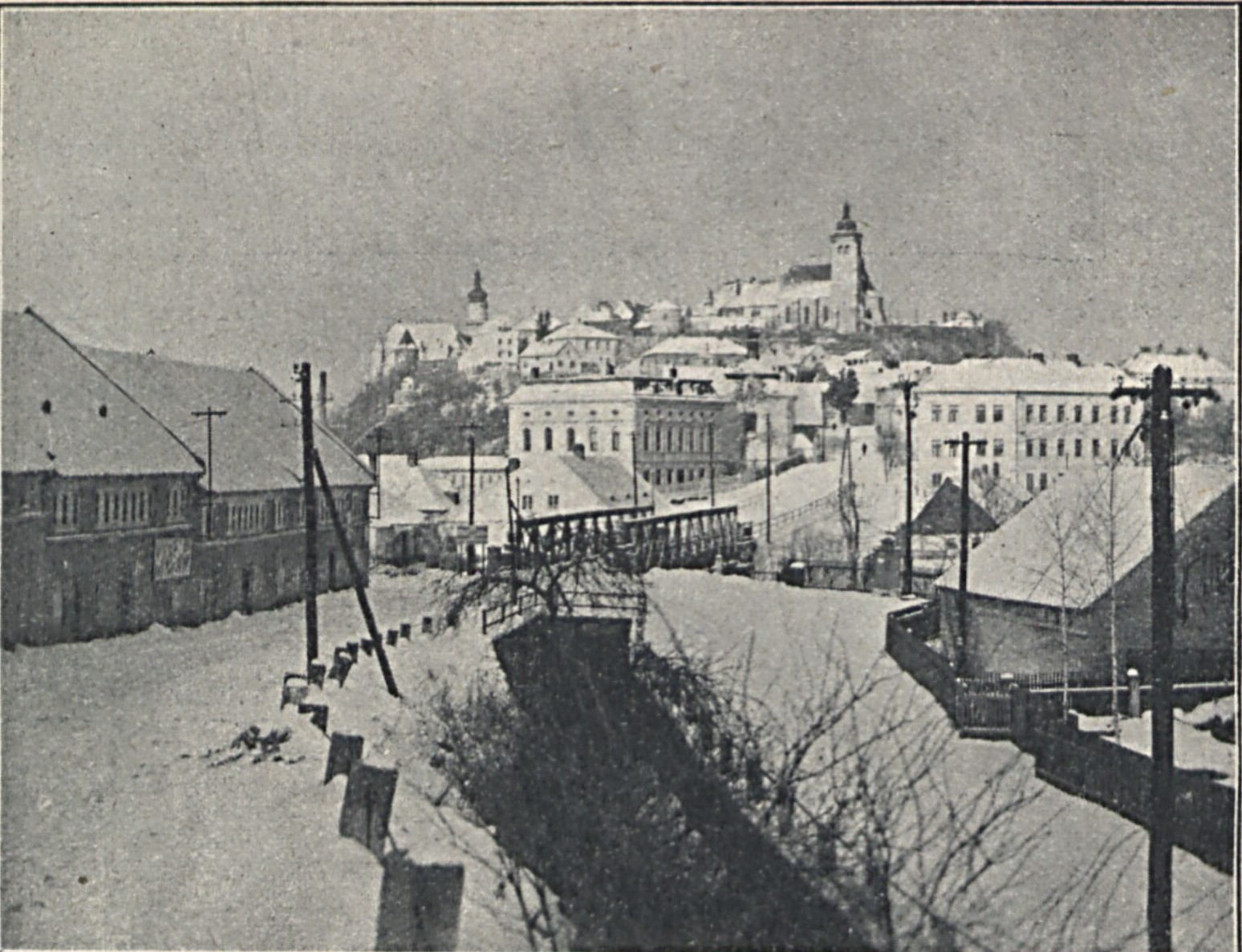
Nové Město nad Metují v roce 1932

Město bylo založeno v místě, osídleném již v době bronzové, kdy zde vzniklo hradiště. To se odrazilo i v názvu lokace v roce 1501, pojmenované Město Nové Hradiště nad Metují. Brzy po svém založení město roku 1526 vyhořelo. Většina domů na náměstí byla pak postavena podle jednotného plánu v letech 1526–1548 za nového majitele panství Vojtěcha z Pernštejna. Renesanční ráz historického jádra spolu s opevněním si město zachovalo do dnešních dob. Roku 1623 je koupil Albrecht z Valdštejna, poté bylo v majetku Trčků z Lípy a od roku 1634 Waltera z Leslie. Městské brány byly zbořeny na přelomu 19. a 20. století (1878 severní Krajská brána, 1904 jižní Horská brána). Na severní straně se zachovala věž Zázvorka s branou. V pondělí 12. července 1926 navštívil město oficiálně prezident Tomáš Garrigue Masaryk, který sem přijel z blízkého Náchoda. Na náměstí jej přivítal okresní starosta Josef Hronovský. Na pozvání majitele zámku Josefa Bartoně z Dobenína poté na zámku povečeřel a přenocoval.
V roce 1948 byl k Novému Městu připojen městys Krčín, který je starší a jeho založení spadá do 13. století. V letech 1953–1954 byla severozápadní strana náměstí přestavěna do jednotné podoby z doby Vojtěcha z Pernštejna podle návrhu architekta M. Vincíka a hradební město bylo prohlášeno památkovou rezervací, pečlivě a citlivě udržovanou a obnovovanou. Od 19. století vznikal zde textilní průmysl, v padesátých a šedesátých letech 20. století byly založeny velké továrny na stavební stroje a na výrobu hodinek. Po roce 1990 se průmysl proměnil a celé město prodělalo rozsáhlou obnovu.

### Exulanti
Stejně jako z okolních obcí (Spy, Slavětín, Bohuslavice, Šestajovice aj.), odcházeli do exilu i nekatolíci z Nového Města nad Metují. Daniel Kabátník (* 2. 10. 1697 v Novém Městě nad Metují), prokazatelně odešel s rodinou do Münsterbergu v roce 1742. V roce 1746 byl už zvoleným starším sboru, byl vdovcem a pracoval jako krejčí. Znovu zvolen byl v roce 1748, v roce 1757 vlastnil ve městě dům. Zemřel ve věku 82 let. I jeho syn Daniel (1721–1757) v Münsterbergu zůstal. Dne 17. září 1752 se v Husinci v pruském Slezsku vdávala Anna Kulhánková, jejíž rodiče (Jakub a Lidmila) byli z Nového Města nad Metují. Podrobně celou historii popisuje ve svých knihách Edita Štěříková (včetně informačních zdrojů a odkazů). Dokumenty se nacházejí převážně v archivu Jednoty bratrské v Herrnhutu (Ochranov), ve Státním oblastním archivu v Hradci Králové i jinde. Potomci exulantů žijí v Německu, Polsku, USA, Kanadě, Austrálii, někteří se jako reemigranti vrátili v roce 1945. Potomky exulantů doby pobělohorské z celého světa spojuje spolek Exulant.

## Přírodní poměry

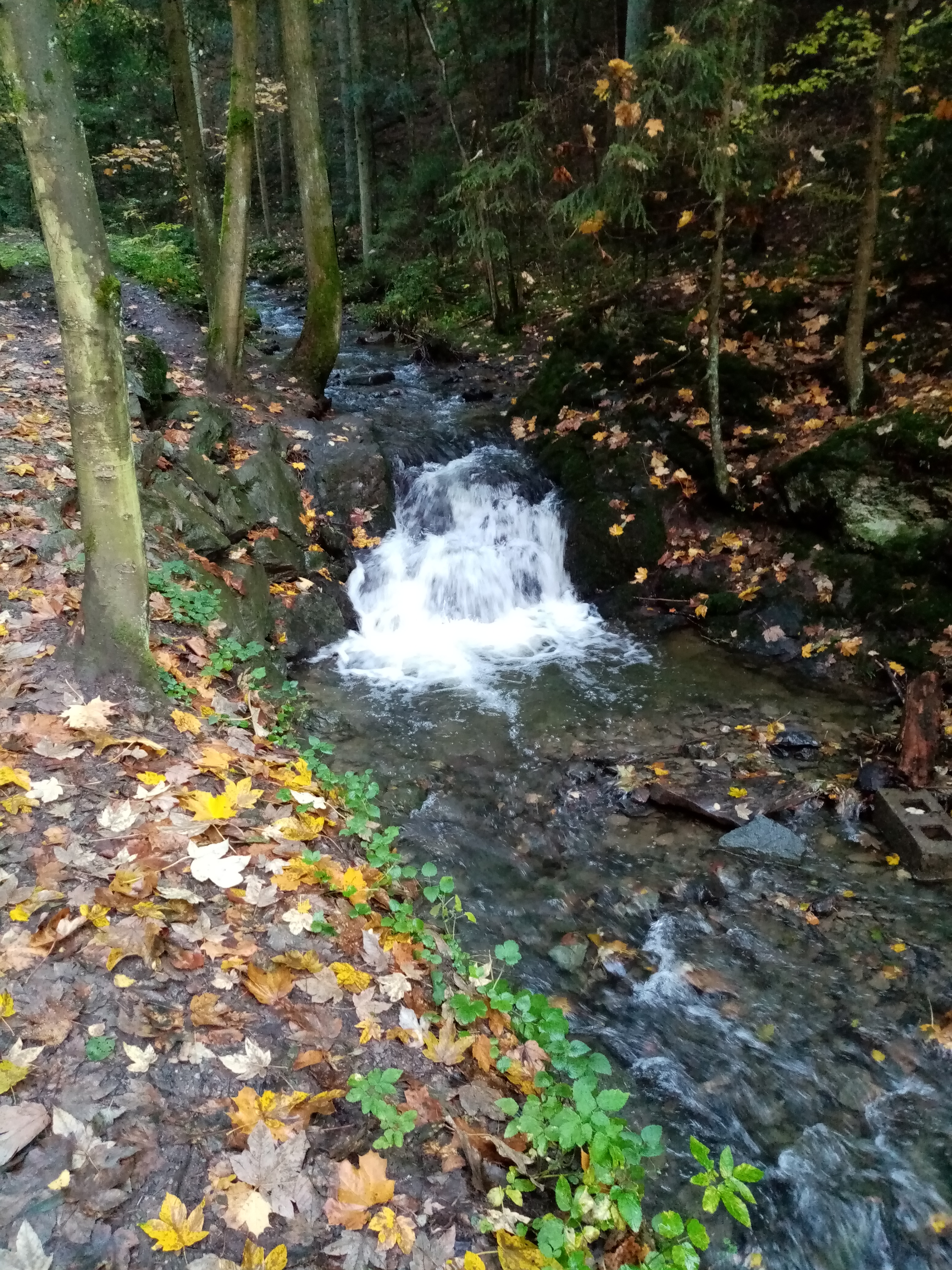
Klopotovské údolí

Na území města částečně zasahuje přírodní rezervace Peklo u Nového Města nad Metují, která je evropsky významnou lokalitou.
Na východním okraji města začíná lesnaté Klopotovské údolí, v němž protékající Bohdašínský potok a četné skály vytvářejí přírodní scenérii s místními turistickými cíli, např. minioborou s lesní zvěří nebo geologickými útvary Čertova šlápota a Čertova díra. Horní okraj údolí přiléhá k obci Slavoňov.
Přímo v katastru Nového Města jsou chráněny tři památné stromy:
- Husova lípa (Nové Město nad Metují)
- Rezecký dub
- Tis u Českých bratří

Další památné stromy (mj. Vojnarova lípa, spojená s dílem spisovatele Aloise Jiráska) se nalézají v katastru místní části Krčín.

## Kultura a cestovní ruch
Nové Město je sídlem již tradičního festivalu českých komediálních filmů Novoměstský hrnec smíchu, na který se vždy sjíždí mnoho známých umělců a jiných osobností.
Město má působivou atmosféru, a nabízí množství volnočasových aktivit, ačkoli mu již celá desetiletí chybí letní koupaliště. Není odtud daleko do Orlických hor ani do Krkonoš; procházkové a turistické stezky sledují koryto řeky Metuje.
V Novém Městě se natáčel televizní seriál F. L. Věk, v němž představovalo nedalekou Dobrušku.
Počítačová hra pro systémy MS-DOS s názvem Ramonovo kouzlo se odehrává v Novém Městě. Byla vydána v roce 1995 firmou Vochozka Trading. Hra obsahuje digitalizované fotografie, které používá jako herní lokace. Tyto fotografie jsou pořízeny na různých místech města, například vlakové nádraží či okolí sídliště Malecí.
V centru města sídlí Městské muzeum Nové Město nad Metují.

## Pamětihodnosti

### Zámek

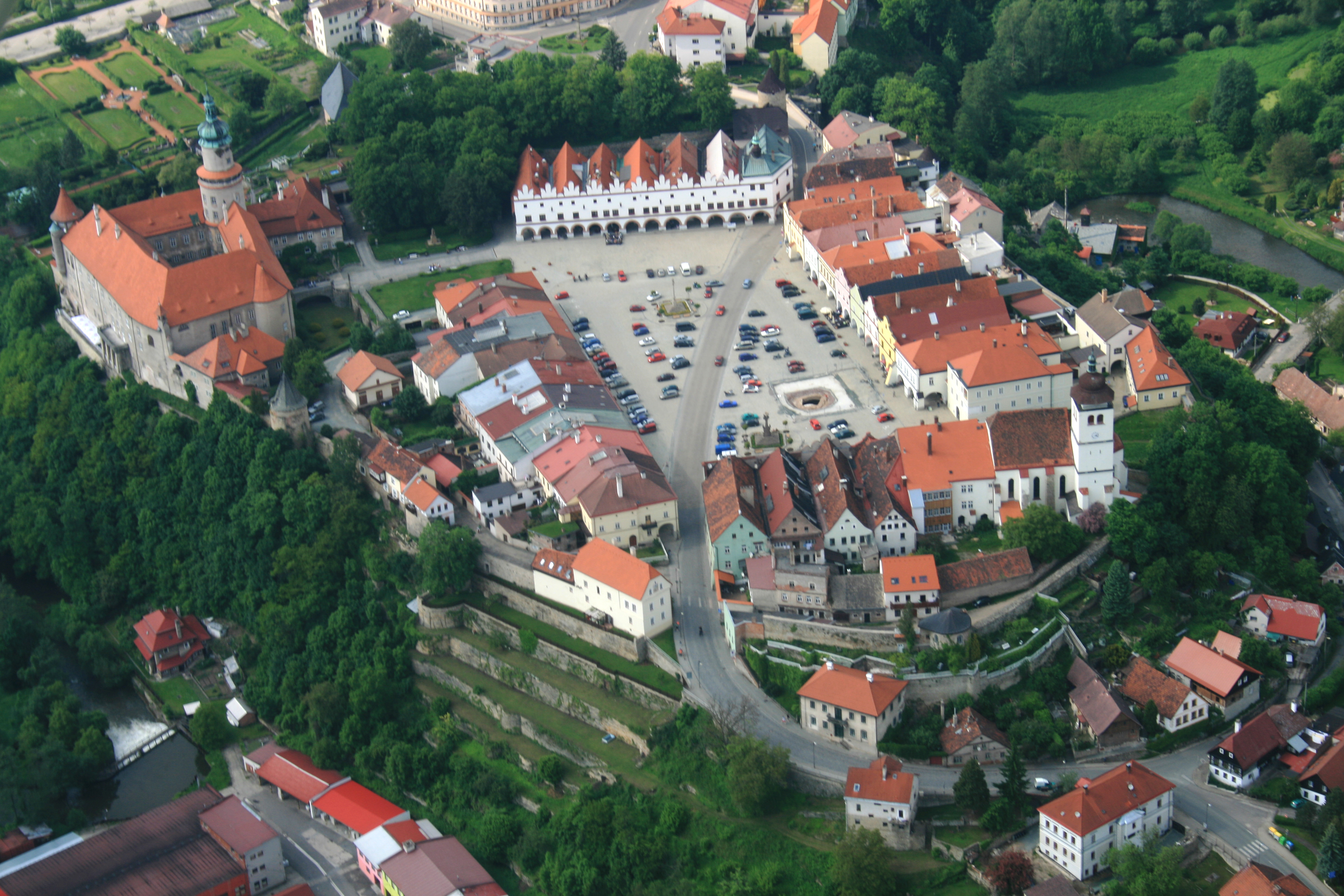
Letecký pohled na zámek a náměstí

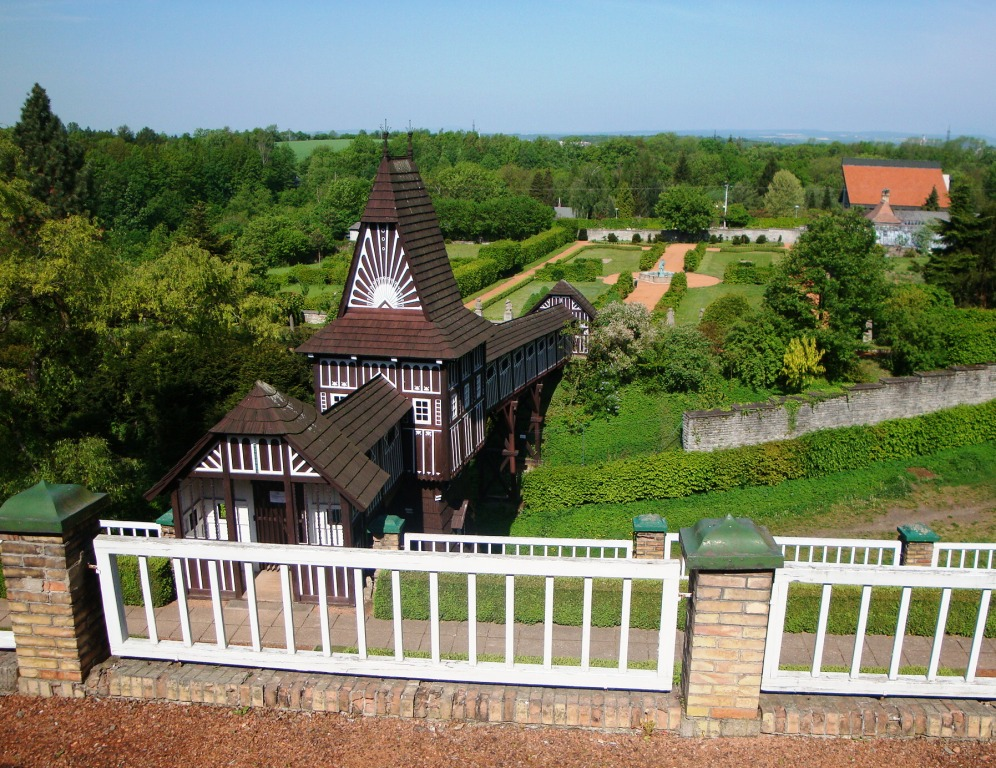
Nové Město, zámecká zahrada (Dušan Jurkovič, 1911)

Novoměstský zámek vznikl přestavbami hradu, zahrnutého při založení do opevnění města, od něhož je oddělen mohutným příkopem. Rozšířili jej Pernštejnové a Stubenberkové během 16. století a v letech 1655–1661 byl barokně přestavěn podle plánů Carla Luraga. V letech 1909–1913 byl upraven podle plánů Dušana Jurkoviče pro průmyslníky Josefa a Cyrila Bartoně z Dobenína. Jurkovič navrhl také originální zámeckou zahradu s dřevěnými stavbami.

### Náměstí a další památky
Náměstí je obdélník o rozměrech asi 140 × 60 metrů, ze všech stran obklopený domy s podloubím. Některé domy byly sice v 18. a 19. století přestavěny, zachovávají však původní jednotný ráz i výšku. Severozápadní strana náměstí byla v letech 1953–1954 upravena do předpokládané podoby z pernštejnské přestavby. Kolem města se dochovaly téměř souvislé zbytky hradební zdi s baštami. Na náměstí stojí raně barokní mariánský sloup (1696) a socha Nejsvětější Trojice (1767). Stará radnice pochází z let 1535–1545 a vznikla přestavbou měšťanského domu. Nová radnice vznikla v roce 1893 adaptací masných krámů ze 16. století s nadstavbou školy.
Kostel Nejsvětější Trojice ve východním rohu náměstí byl postaven brzy po založení města a přestavěn roku 1540. Je to prostá sálová stavba s křížovou klenbou a pětibokým závěrem ještě v gotickém stylu. Vedle presbytáře stojí čtyřboká věž s ochozem, která sloužila jako městská hláska. Na Krajském předměstí stojí barokní klášter milosrdných bratří s kostelem Narození Panny Marie (1767) a za ním hřbitovní kostel Všech svatých z let 1580–1582, na jižním Horském předměstí barokní kaple sv. Jana Nepomuckého (1736-1738) údajně na místě českobratrské modlitebny.
Na kopci za řekou, asi 700 metrů jihovýchodně od historického centra, se nachází zřícenina středověkého hradu Výrov.
Severně od hradu se na ostrožně mezi údolími Metuje a Libchyňského potoka dochovaly pozůstatky hradiště z doby bronzové.

## Osobnosti
- Josef Blažej Smrček (1751–1799), český řádový hudebník a skladatel
- Karel Klapálek (1891–1983), armádní generál, hrdina od Tobruku a Dukly, čestný občan, pamětní deska, ulice Generála Klapálka
- Jan Juránek (1910–1999), pedagog, archivář, muzejník, historik, čestný občan
- Josef Marek (1913–1980), akademický sochař
- Bohumil Dvořáček (1917–2018), český pedagog, novoměstský kronikář a čestný občan[11]
- Jan Milíč Lochman (1922–2004), český exilový evangelický teolog a filozof, rektor univerzity v Basileji, čestný občan
- Vladimír Rocman (1923–2016), malíř, ilustrátor, grafik, typograf, kurátor výstav, pedagog, fotograf a čestný občan
- Josef Sekyra (1928–2008), geolog, horolezec, polárník a čestný občan
- Vladimír Suchánek (1933–2021), malíř a grafik, čestný občan
- Pavel Vašina (1939–2020), geodet, starosta a čestný občan[12]
- Jiří Macháně (1940–2023), kameraman
- Pavel Černý (* 1962), fotbalista
- Filip Zorvan (* 1996), fotbalista

## Partnerská města
- Duszniki-Zdrój, Polsko
- Gerník, Rumunsko
- Hilden, Německo
- Warrington, Spojené království

## Galerie

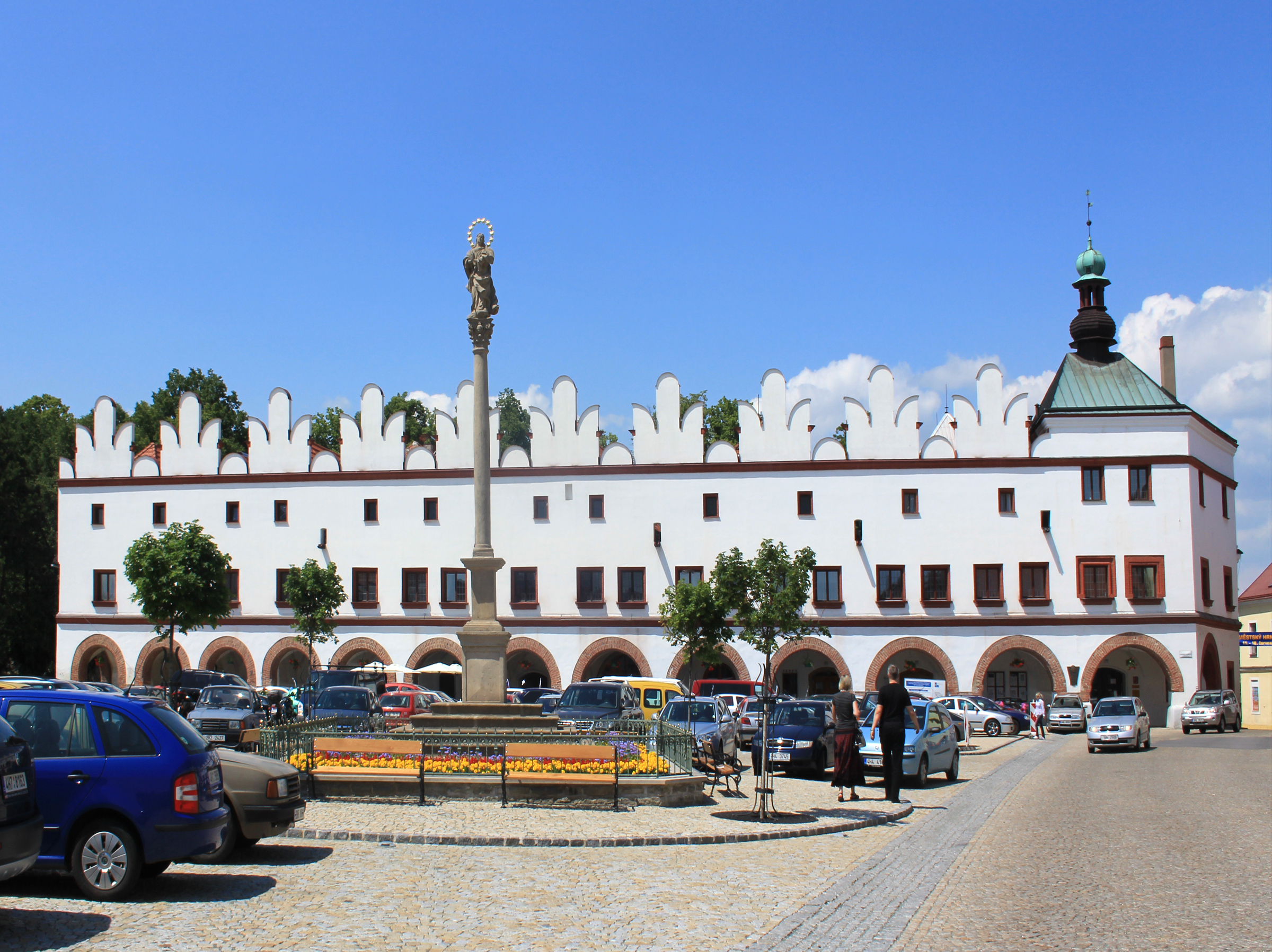
Mariánský sloup na Husově náměstí
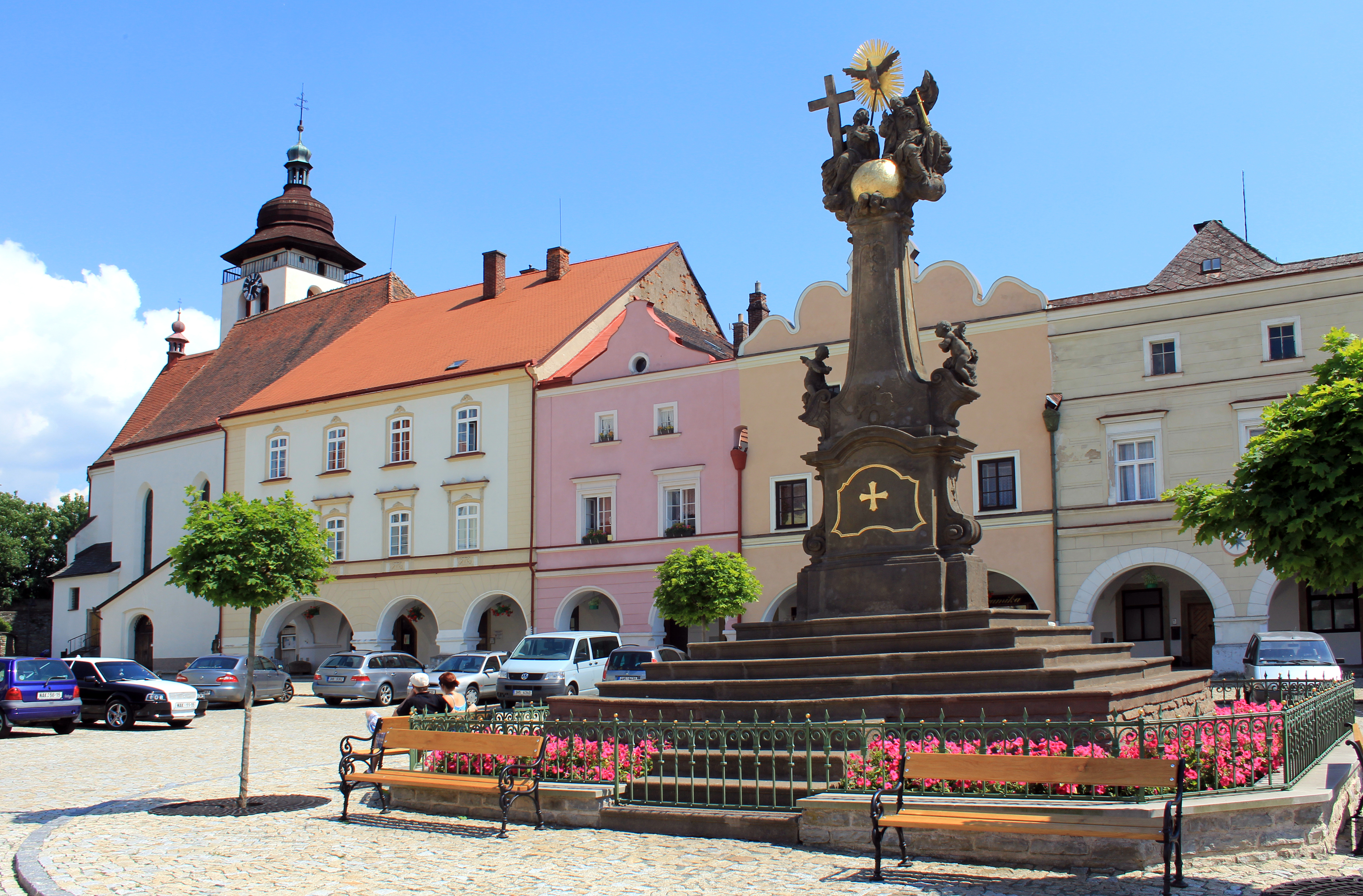
Sloup a kostel Nejsvětější Trojice
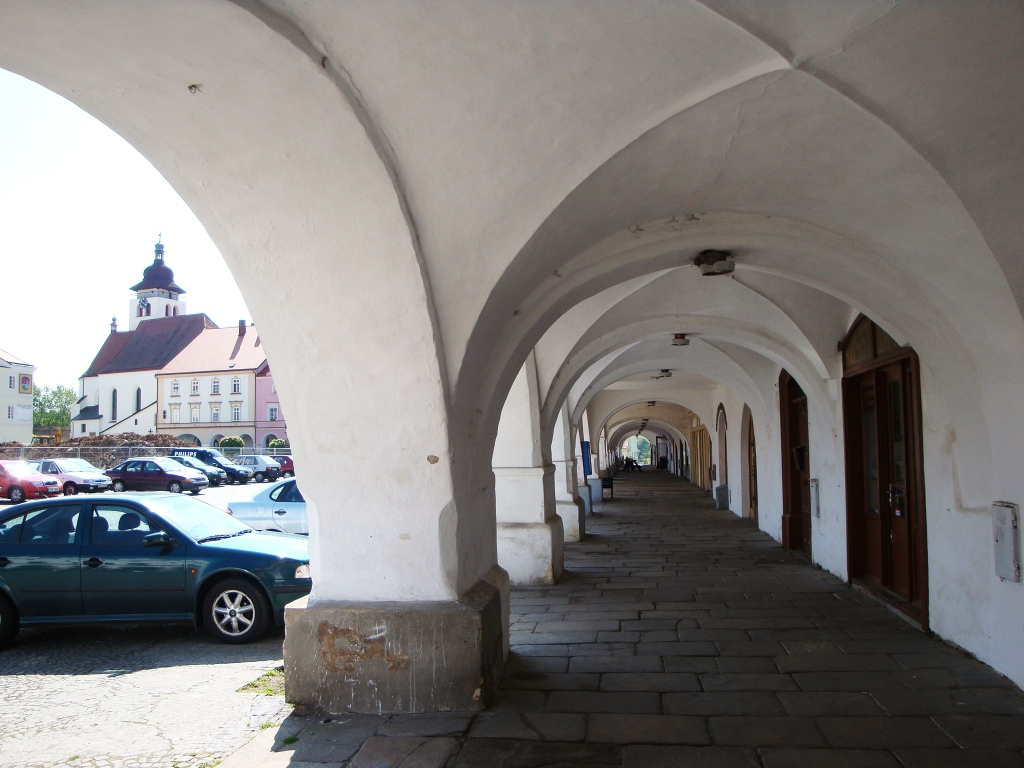
Jižní podloubí na náměstí
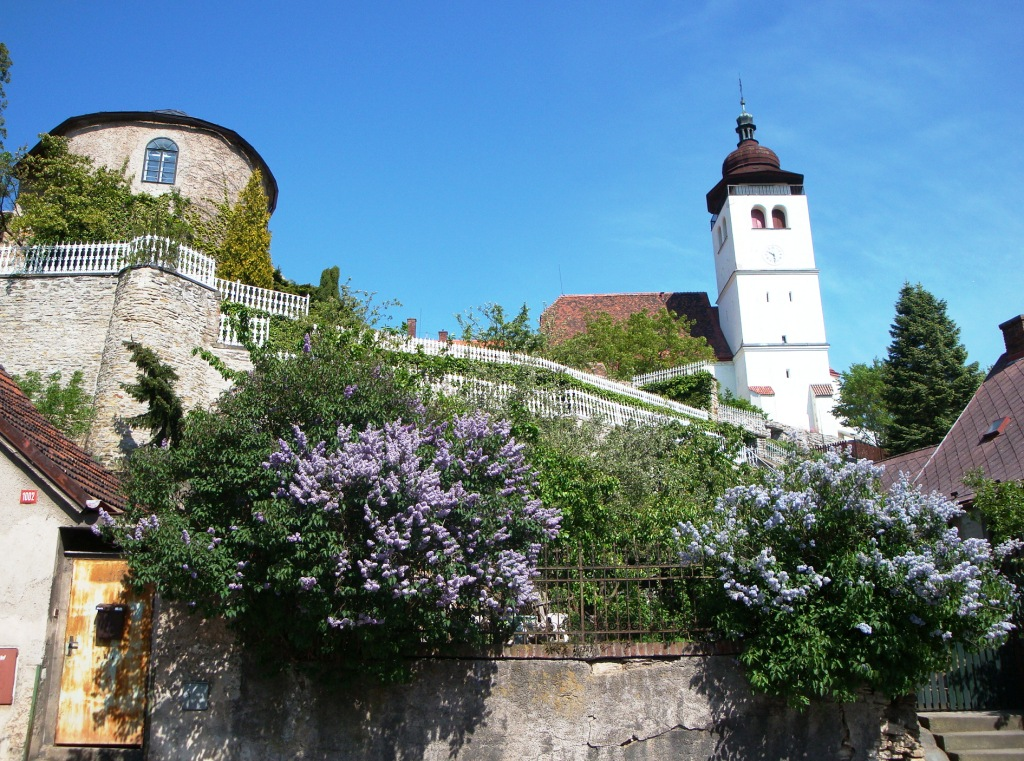
Kostel od východu
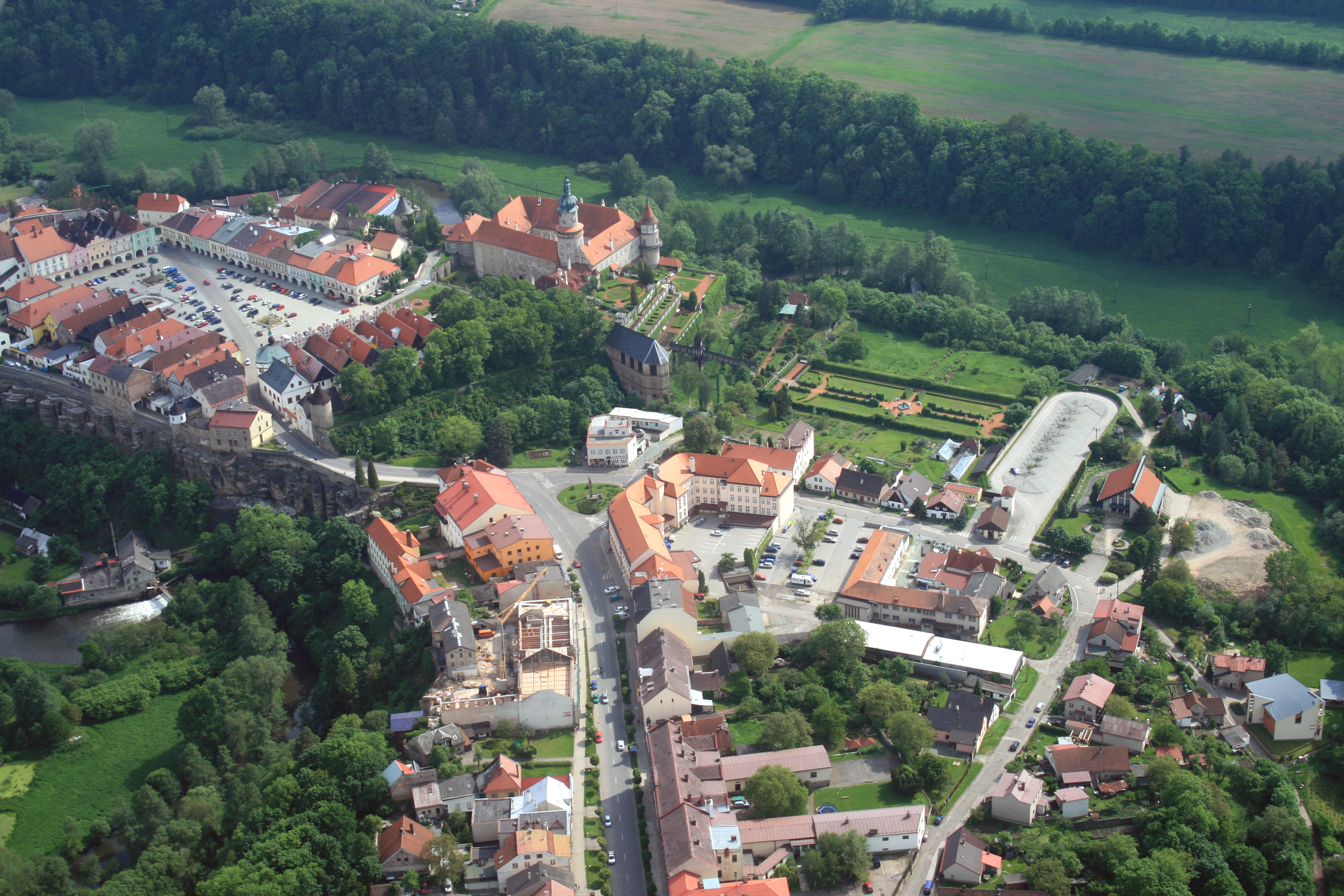
Letecký pohled